# Wistka (gmina Pajęczno)
Wistka – osada leśna w Polsce położona w województwie łódzkim, w powiecie pajęczańskim, w gminie Pajęczno.